# Somerville Junction

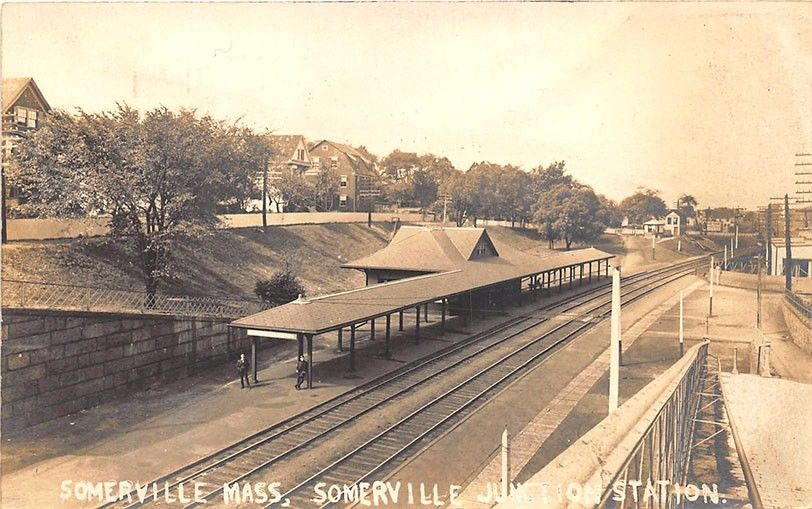
Het treinstation op een briefkaart uit 1907.

Somerville Junction was de naam voor een spoorwegknooppunt en -station in Somerville (Massachusetts). Het station, dat in 1927 werd gesloten, bevond zich op de plaats van het huidige park nabij de kruising van Centre en Woodbine Street.

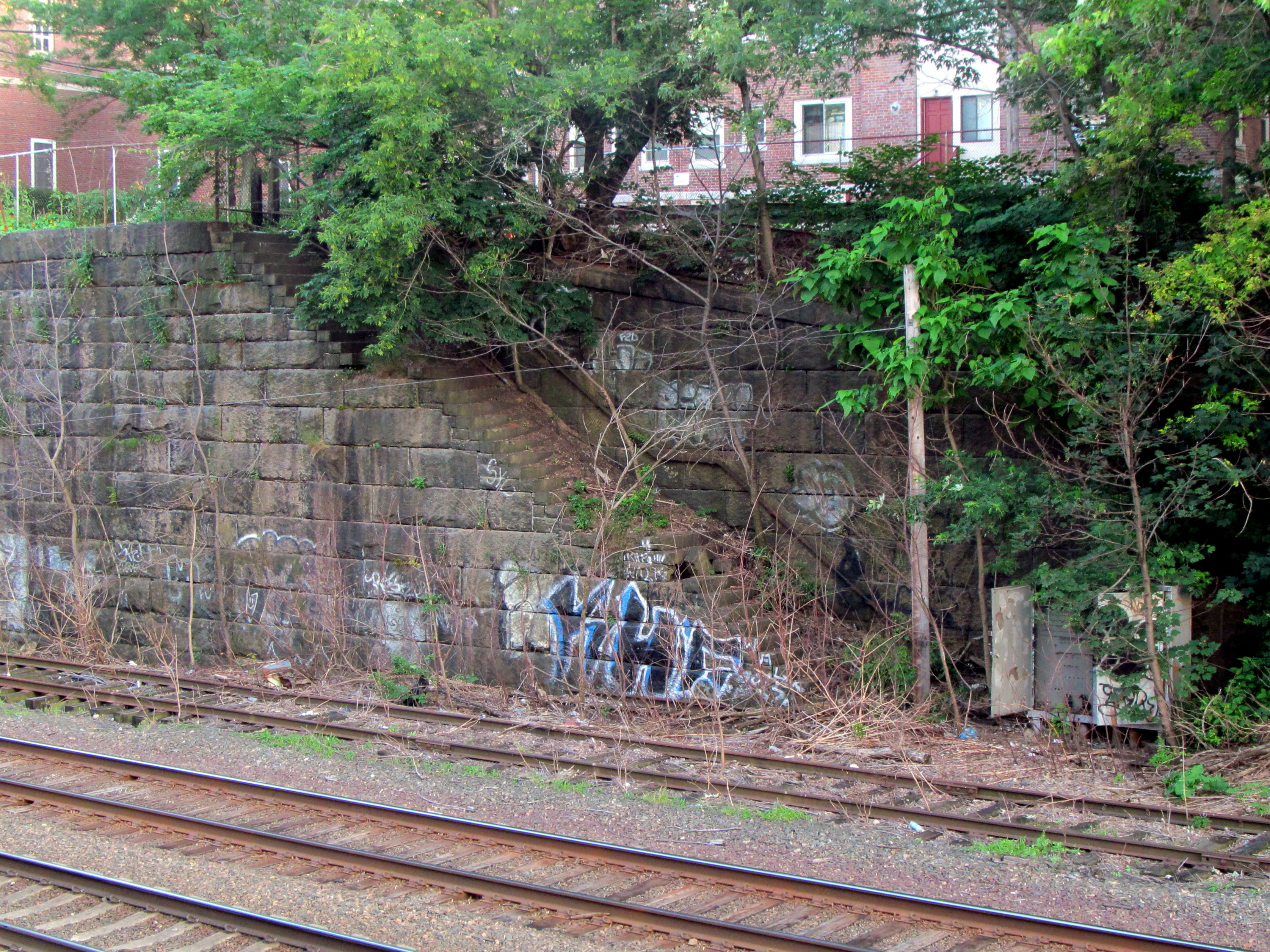
Trappen van het voormalige station, juli 2015.

De Boston and Lowell Railroad bouwde in 1870 een verbinding tussen de eigen spoorlijn bij Somerville en de spoorlijn van de zojuist overgenomen Lexington and Arlington Railroad. Nabij de aansluiting werd station Somerville Junction gebouwd. Later werd er een zijtak toegevoegd, waardoor de verbinding werd verlengd om zo de Fitchburg Cutoff te vormen. In 1885-1886 werd het traject dubbelsporig. In 1887 werd het spoorbedrijf overgenomen door de Boston and Maine Railroad (B&M). In 1927 werd het traject teruggebracht tot enkelspoor. Het station werd in datzelfde jaar als stopplaats gesloten maar was tot 1945 nog wel in gebruik. Het is in ieder geval definitief gesloten vóór de bezuinigingen van 1958 waarbij de B&M diverse stations in de omgeving ophief.
Kaartmateriaal uit 1895 geeft aan dat het station zich op ongeveer 65 meter van de Central Street-brug bevond; de spoorsplitsing lag ongeveer 225 meter verder naar het noordwesten.